# Socx
Socx är en kommun i departementet Nord i regionen Hauts-de-France i norra Frankrike. Kommunen ligger i kantonen Bergues som tillhör arrondissementet Dunkerque. År 2022 hade Socx 873 invånare.

## Befolkningsutveckling
Antalet invånare i kommunen Socx
| Referens: INSEE |